# Principe-abate

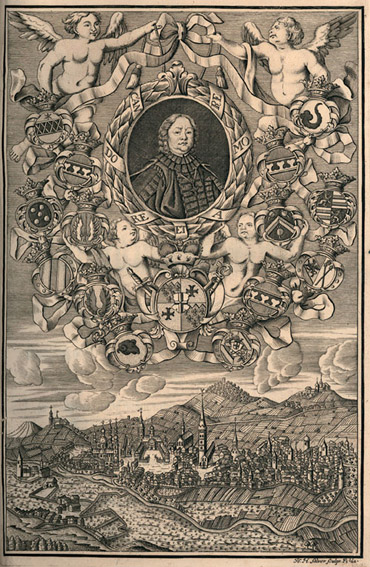
Adolf von Dalberg, Principe-abate di Fulda 1726-1737

Principe-abate (in tedesco: Fürstabt) al maschile o principessa-badessa al femminile, è un titolo riservato ad un chierico, a un monaco o ad una monaca che è anche principe del Sacro Romano Impero ovvero ex officio ricopre l'incarico di signore temporale di un'entità feudale. Il territorio governato da un principe-abate è solitamente definito come "principato abbaziale" o "abbazia principesca" (abbazia imperiale). Chi detiene questo titolo ad ogni modo non ha il titolo di vescovo.
Il titolo, seppur limitatamente, era diffuso anche al di fuori dei confini del Sacro Romano Impero come ad esempio era concesso all'abate nullius di Pinerolo in Piemonte ed all'abate dell'abbazia di Belmont in Carolina del Nord che ha mantenuto tale titolo (seppur in maniera del tutto onorifica) sino al 1977. L'abate di San Paolo fuori le Mura a Roma ottenne il titolo di principe imperiale con diploma di Carlo IV risalente al 21 marzo 1369.
Il titolo era riservato a priori di comunità maschili o femminili.

## Principi-abati e la dieta imperiale
Il Consiglio dei principi imperiali era uno dei tre consigli della Dieta Imperiale del Sacro Romano Impero e comprendeva non solo i principi imperiali secolari (gli elettori formavano un proprio consiglio a parte) e i conti imperiali, ma era suddiviso al suo interno in principi temporali e principi spirituali. Intorno all'anno 1800, il Collegio dei Principi Imperiali contava in tutto 100 seggi, divisi tra un banco ecclesiastico (37 membri) e uno laico (63 membri), tutti con diritto di voto.

## Principi-abati e principesse-badesse del Sacro Romano Impero
All'interno del Sacro Romano Impero questi erano i principi-abati con diritto di voto:
- abate di Corvey, elevato al rango di principe-vescovo nel 1792
- abate di Fulda, "arcicancelliere dell'imperatrice", secondo un decreto dell'imperatore Federico II di Svevia, elevato a principe-vescovo nel 1752 ad opera di papa Benedetto XIV.
- abate di Kempten, confermato da Carlo IV di Lussemburgo nel 1348
- abate di Murbach, elevato da Ferdinando I d'Asburgo nel 1548
- abate di Prüm, elevato dall'imperatore Federico II nel 1222, il titolo venne mantenuto in unione personale dagli arcivescovi di Treviri dal 1576
- abate di Reichenau, dal 1540 priorato del principe-vescovo di Costanza, monastero sciolto nel 1757
- abate di Stavelot-Malmedy

A questi si aggiungeva una serie di principesse-badesse a capo di monasteri posti all'interno dei territori del Sacro Romano Impero che però non erano rappresentate alla dieta e non godevano del diritto di voto, ma erano rappresentate dai voti delle varie diocesi o dai prelati dalle quali dipendevano:
- Badessa di Schänis, temporaneamente secolarizzata nel 1529-1531
- Badessa di Baindt
- Badessa di Heggbach
- Badessa di Gutenzell
- Badessa di Rottenmunster
- Badessa di Frauenchiemsee
- Badessa di Fraumünster, documentata come principessa imperiale dal 1234, secolarizzata nel 1524
- Badessa di Göß, secolarizzata nel 1782
- Badessa di Söflingen
- Badessa di Lindau, secolarizzata nel 1802
- Badessa di Essen
- Badessa di Buchau
- Badessa di Quedlinburg
- Badessa di Herford
- Badessa di Gernrode, secolarizzata nel 1728
- Badessa di Niedermünster
- Badessa di Obermünster
- Badessa di Burtscheid
- Badessa di Gandersheim
- Badessa di Thorn, dal 1717 al 1795 in unione personale con l'abbazia di Essen.